# 红旗坡农场
红旗坡农场，是中华人民共和国新疆维吾尔自治区阿克苏地区阿克苏市下辖的一个类似乡级单位。

## 行政区划
红旗坡农场下辖以下地区：
园艺一分场村、园艺二分场村、农田二队村、农田三队村、农田四队村、园艺五分场村、农田六队村、农田七队村、农田十一队村、园艺三分场村、园艺四分场村、农田一队村和农田十队村。